# جان فیلیپس (موسیقی‌دان)
جان فیلیپس (انگلیسی: John Phillips؛ ۳۰ اوت ۱۹۳۵ – ۱۸ مارس ۲۰۰۱) موسیقی‌دان اهل ایالات متحده آمریکا بود. وی بین سال‌های ۱۹۶۰ تا ۲۰۰۱ میلادی فعالیت می‌کرد و رهبر گروه آوازی ماماز اند پاپاز بود.